# Благовещенка (Калачинский район)
Благовещенка — деревня в Калачинском районе Омской области России. Входит в состав Великорусского сельского поселения.

## История
Основана в 1908 году. В 1928 г. село Благовещенское состояло из 286 хозяйств, основное население — украинцы. Центр Благовещенского сельсовета Калачинского района Омского округа Сибирского края.

## Население
| 2002 | 2010 |
| ---- | ---- |
| 95   | ↘93  |

### Известные жители
Гульев, Пётр Павлович (1925—1997) — командир отделения 98-й отдельной гвардейской разведывательной роты 96-й гвардейской стрелковой дивизии (3-й Белорусский фронт, полный кавалер ордена Славы.